# Christen Lund
 Der er flere personer med dette navn, se Christian Lund.
Christen Lund (født 18. marts 1789 i Ribe, død 25. juni 1845 i København) var en dansk deputeret.
Han var en søn af rådmand og byfoged (senere borgmester) i Ribe samt birkefoged i Riberhus Amt Jacob Jensen Lund og Mette Christine født Thissenius. Han fødtes i Ribe, blev 1806 student fra sin fødebys lærde skole, 1810 juridisk kandidat, 1811 kopist i Universitetsdirektionens sekretariat, samme år kancellist i Generalauditoriatet, 1812 auditør i Hæren, samme år chef for Universitetsdirektionens sekretariat, var fra 1822 til 1831 chef for Rentekammerets danske sekretariat, blev 1822 tillige kommitteret i Rentekammeret og var fra årets begyndelse 1841 2. deputeret sammesteds og chef for Kollegiets 2. sektion. 1844 blev han ekstraordinær assessor i Højesteret.
Fra 1824 var Lund medlem af Brændevinsbrændingskommissionen, fra 1830 medlem af direktionen for Det kgl. Frederiks Hospital og samme år repræsentant i Nationalbanken, 1835-36 formand for repræsentantskabet, fra 1831 direktør for Tontinen af 1792, 1832 medlem af Den bestandige Provideringskommission for København, 1833 af Det kgl. danske Landhusholdningsselskabs Skriftkommission, 1839 af Kommissionen ang. Hovedlandevejene og samme år medlem af direktionen for Den alm. Enkekasse, 1841 af Kommissionen ang. Handelen på Færøerne og Grønland og af Eksamenskommissionen for Landmaalere og Landinspektører samt 1844 medlem af Kommissionen vedr. samtlige Jernbaneanliggender i Danmark og Hertugdømmerne.
Han nød almindelig anerkendelse for den udmærkede duelighed, klarhed, iver og – af og til dog måske for vidt drevne – grundighed, hvormed han behandlede enhver sag, og var desuden, trods de store fordringer, han også stillede til sine medarbejdere, i høj grad skattet af disse som overhovedet af enhver, der kom i nærmere berøring med ham, for sine personlige egenskaber. Han døde ugift.
I 1815 blev han kancelliråd, justitsråd i 1823, etatsråd i 1826 og i 1841 konferensråd. 
Han blev den 1. november 1828 udnævnt til Ridder af Dannebrog og den 28. oktober 1836 Dannebrogsmand.